# 顔回
顔 回（がん かい、紀元前521年 - 紀元前490年頃）は、孔子の弟子の一人。尊称は顔子、諱は回、字は子淵（しえん）、ゆえに顔淵（がんえん）ともいう。後世の儒教では四聖の一人「復聖」として崇敬される。魯の出身。
孔門十哲の一人で、随一の秀才。孔子にその将来を嘱望されたが、孔子に先立って早逝した。顔回は名誉栄達を求めず、ひたすら孔子の教えを理解し実践することを求めた。その暮らしぶりは極めて質素であったという。このことから老荘思想と結び付けられることもある。

## 人物

### 清貧
顔回の暮らしぶりは極めて質素であったという。『論語』雍也篇などによれば、わずか一杯の飯と汁だけの食事をとり（「箪食瓢飲」「一箪の食一瓢の飲」）、狭くてみすぼらしい町に住んだ（「在陋巷」）という。

### 孔子の高弟
『論語』には顔回への賛辞がいくつか見られる。たとえば孔子が「顔回ほど学を好む者を聞いたことがない」（雍也第六、先進第十一）や同門の秀才子貢が、「私は一を聞いて二を知る者、顔回は一を聞きて十を知る者」（公冶長第五）、と述べたことが記載されている。顔回は孔子から後継者として見なされていた。それだけに早世した時の孔子の落胆は激しく、孔子は「ああ、天われをほろぼせり」（先進第十一）と慨嘆した。
顔回が貧しく、食物を手に入れるのすら難しかったとき、欲のない顔回に「聖人の道に庶い」と評価し（先進第十一）、「顔回は私を助けることはせず、ただ黙っているがしっかりと私を理解していると評価した（先進第十一）。
このように『論語』の先進第十一には顔回に関する記述が多く、中でも顔回が亡くなった「顔回死す」で始まる箇所が数箇所登場し、これもまた孔子が顔回に対して評価していた証拠と言える。
『史記』仲尼弟子列伝第七によると、好学であることに加えて「怒りを遷さず、過ちをふたたびせず」と孔子に評されている。また、29歳で頭髪がすべて白髪だったという。
『呂氏春秋』審分覧任数篇には、「陳蔡之厄」の際の「顔回攫食」説話が伝わる。その他、『荀子』哀公篇と子道篇、『韓詩外伝』巻二、『新序』雑事五などにも登場する。

### 名称
『説文解字』によれば「淵」という漢字には「回水」（滞留する水）という意味があるため、顔回の諱と字は対応している。

## 道家・新出文献との関係
清貧を重んじた人物像などから、顔回はしばしば道家と結び付けられる。玄学の時代に書かれた『論語集解』では、先進第十一に出てくる「空」字に関して、顔回を道家の人物であるかのように解釈している。
『荘子』では、孔子と顔回の二人の会話がしばしば描かれ、特に大宗師篇では、二人が儒家思想を否定して道家思想を肯定する、という会話が描かれる。このことにちなみ、郭沫若は、荘周が儒家八派の一派「顔氏之儒」出身の人物であると推測している。
20世紀末、顔回が登場する新出文献がいくつか発見された。その例として、上博楚簡『顔淵問於孔子』、同『君子為礼』がある。この内『顔淵問於孔子』は、その道家的内容から、荘周後学の著作とする推測がある。

## 後世の受容

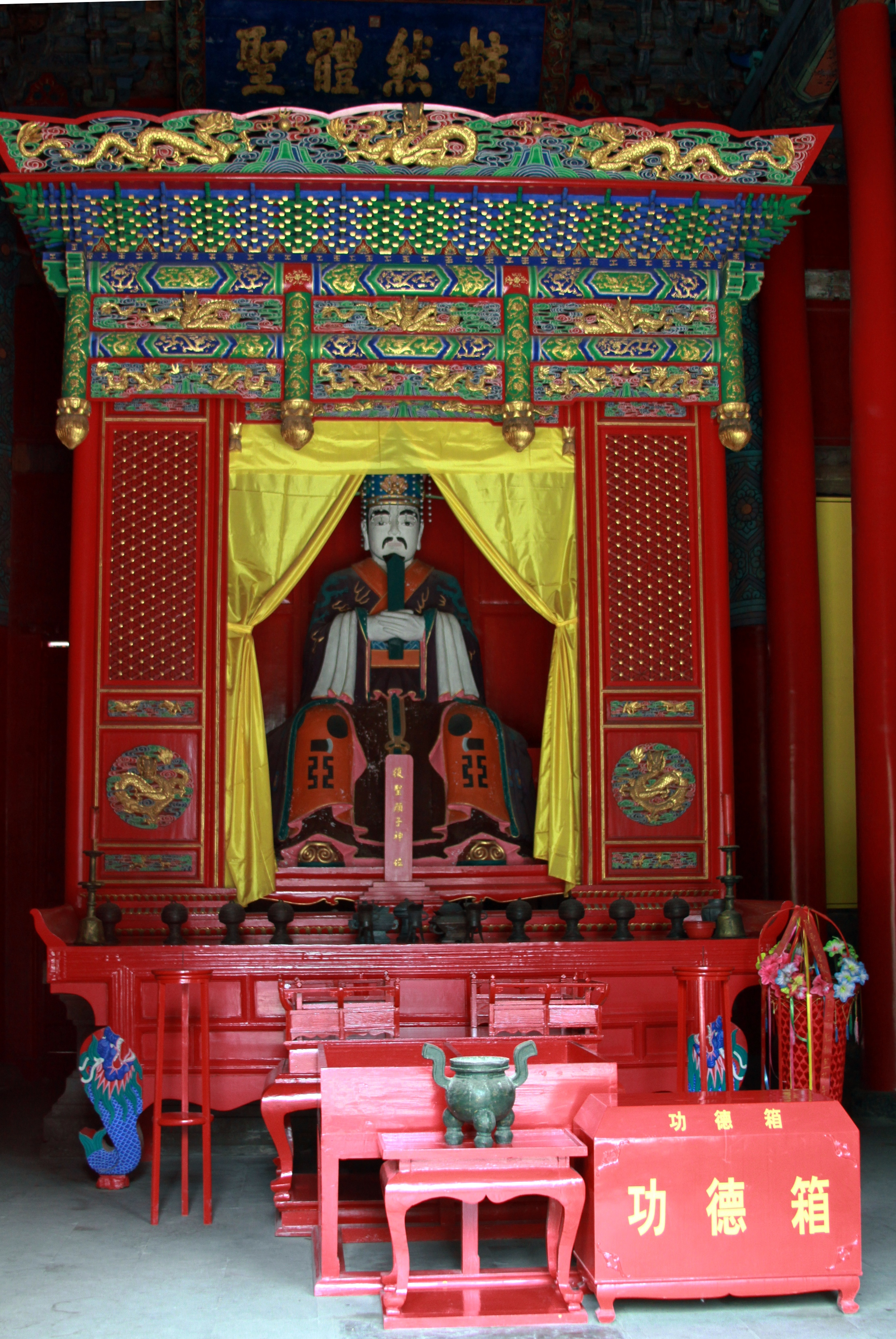
顔回をまつる顔廟、山東省曲阜市

後漢代には、王充『論衡』（主に幸偶・命義・偶会篇）、鄭玄『論語注』、禰衡『顔子碑』、『後漢書』孔融伝所載の禰衡と孔融の会話などで顔回が言及されており、それぞれの顔回像が窺える。特に『論衡』では、従来の文献に見られない顔回死去説話が語られる。
三国魏以降、釈奠において孔子に従祀され、また後世では、四聖の一人「復聖」として崇敬される。山東省曲阜市には、顔回をまつる廟（顔廟。復聖廟ともいう）がある。
宋明理学では、周敦頤や程頤が顔回を孔子の継承者として改めて評価した。朱熹は顔回を「道統」に含めなかったがほぼ同等の評価をした。王陽明や王龍渓は顔回を突出して評価した。
日本の千利休は、質素を重んじるわび茶の精神から、茶道具の瓢花入に『顔回』の銘を与えた。